# O'Plérou
O'Plérou (né O'Plérou Luc Denis Grebet le 7 novembre 1997 à Abidjan) est un artiste, graphiste et illustrateur ivoirien.
Il est connu pour avoir réalisé plus de 365 emojis représentant majoritairement la culture ouest-africaine, principalement celle de Côte d'Ivoire,,. Il a été classé par le magazine Forbes parmi les 30 personnalités de moins de 30 ans qui révolutionnent les idées avec un leadership innovant en Afrique.

## Éducation
O'Plérou a fréquenté l’École des beaux-arts d'Abidjan puis a étudié le graphisme à l’École des Arts et Images Numériques de l'Institut des Sciences et Techniques de la Communication, ISTC Polytechnique.
Il est titulaire d'une Licence Professionnelle en Arts et Images Numériques.

## Zouzoukwa
En septembre 2017, O'Plérou apprend à faire des émojis en suivant un tutoriel sur YouTube.
Il lance son projet Zouzoukwa le 1er janvier 2018. Il consiste à réaliser et publier chaque jour un émoji représentant la diversité culturelle de l'Afrique, avec pour objectif de partager la culture africaine à travers les médias sociaux, principalement Instagram.
À la fin du défi, il publie sur Play Store et App Store l'application Zouzoukwa afin de rendre ses émojis utilisables sous forme de stickers dans WhatsApp et iMessage. L’application est téléchargée plus de 10.000 fois les trois premiers jours. Elle est composée de plusieurs packs représentant les catégories de ses émojis : Personnes, Nourriture, Nature, Activités, Objets, Voyage et Traditions.
Il a remporté pour son projet le prix de l'influenceur Jeune Talent lors des Adicom Days, journées de rencontre des acteurs du numérique en Afrique. Il est également lauréat du prix Jeunesse Francophone 3535 dans la catégorie Blog, Influence digitale et Innovation média.
Il a collaboré avec la chaîne française Canal +, pour qui il a réalisé des emojis utilisés sur les réseaux sociaux lors de la Coupe du monde de football de 2018. Il a aussi collaboré avec l'édition ivoirienne du Magazine ELLE et une marque ivoirienne de vêtements et d'accessoires, Imalk Concept, en vendant des tote bags avec ses emojis.